# Яловичина Кобе
Яловичина Ко́бе (яп. 神戸ビーフ, Kōbe bīfu, вимовляється [koːbe biːɸɯ]) — яловичина вагю тадзімської породи японської чорної корови, вирощена в японській префектурі Хіого відповідно до правил, визначених Асоціацією просування маркетингу та дистрибуції яловичини Кобе. Це м'ясо вважається делікатесом, що цінується своїм смаком, ніжністю та жирною мармуровою структурою. Яловичина Кобе може бути приготована у вигляді стейка, сукіякі, сябу-сябу, сашімі та тепан-які. Яловичина Кобе загальновизнано вважається одним з трьох найкращих брендів японської яловичини (Sandai Wagyu, «три великі яловичини»), поруч із яловичиною Матусака та яловичиною Омі або яловичиною Йонезава.

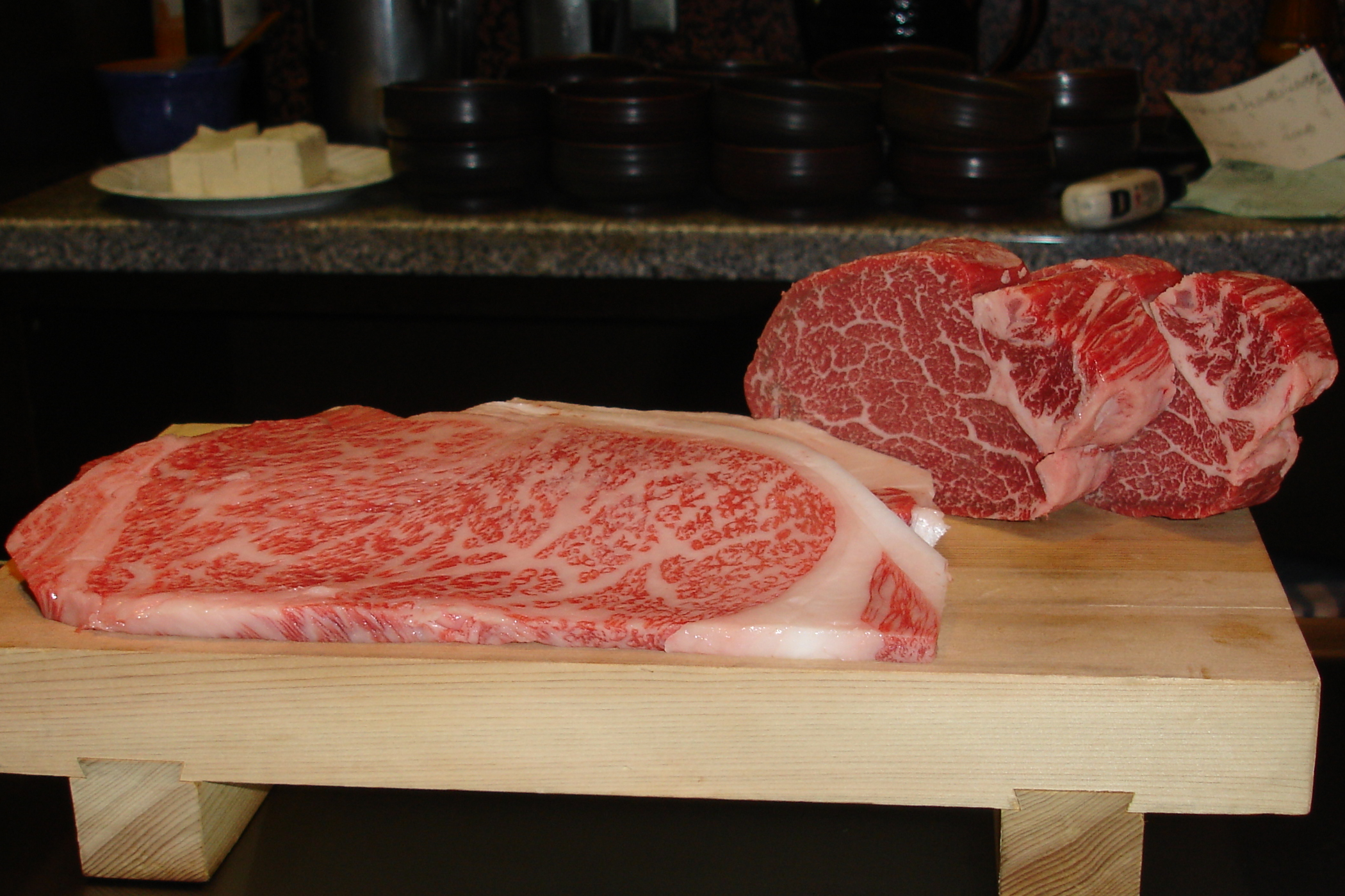
Яловичина Кобе

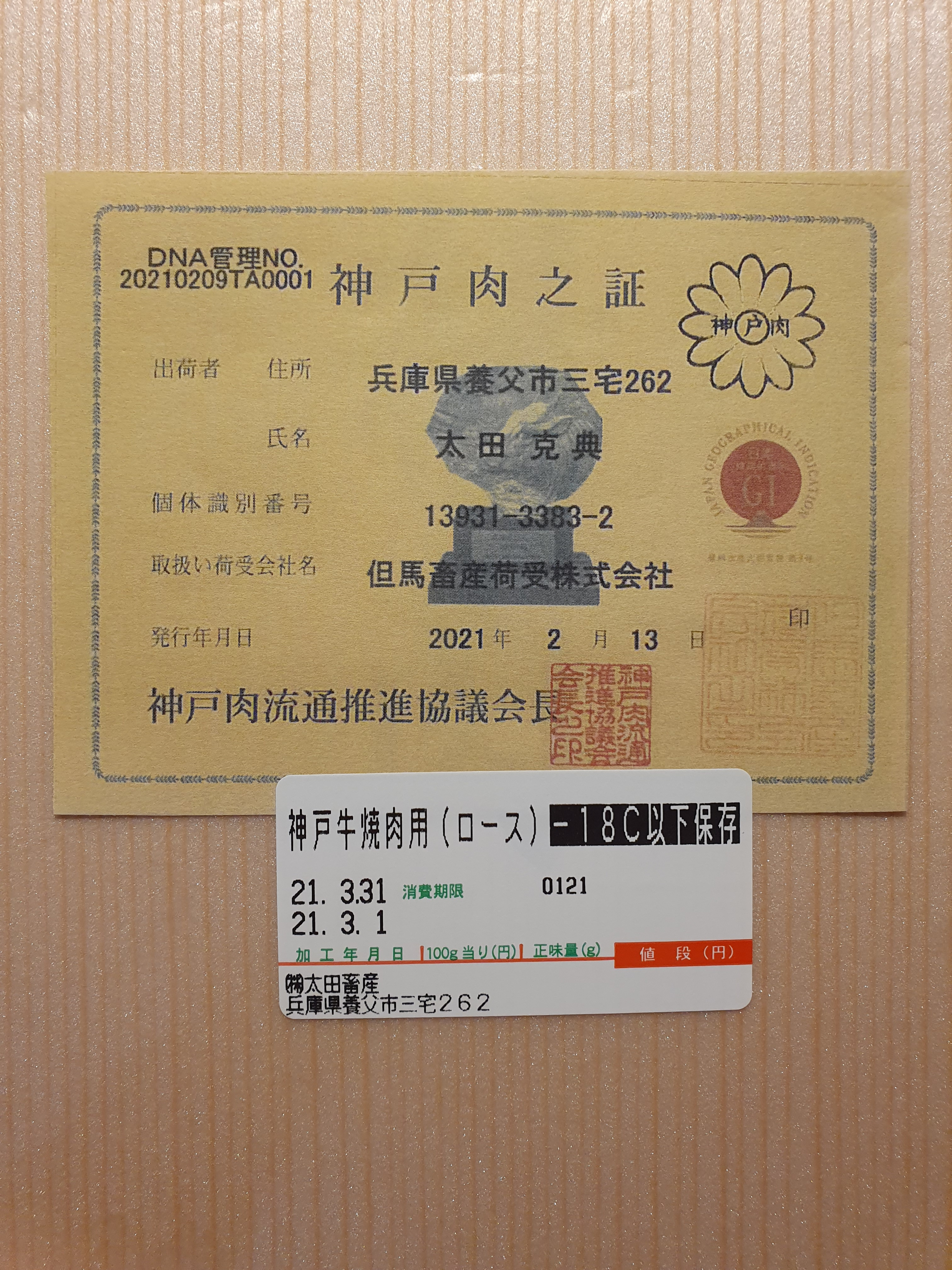
Сертифікат автентифікації яловичини Кобе

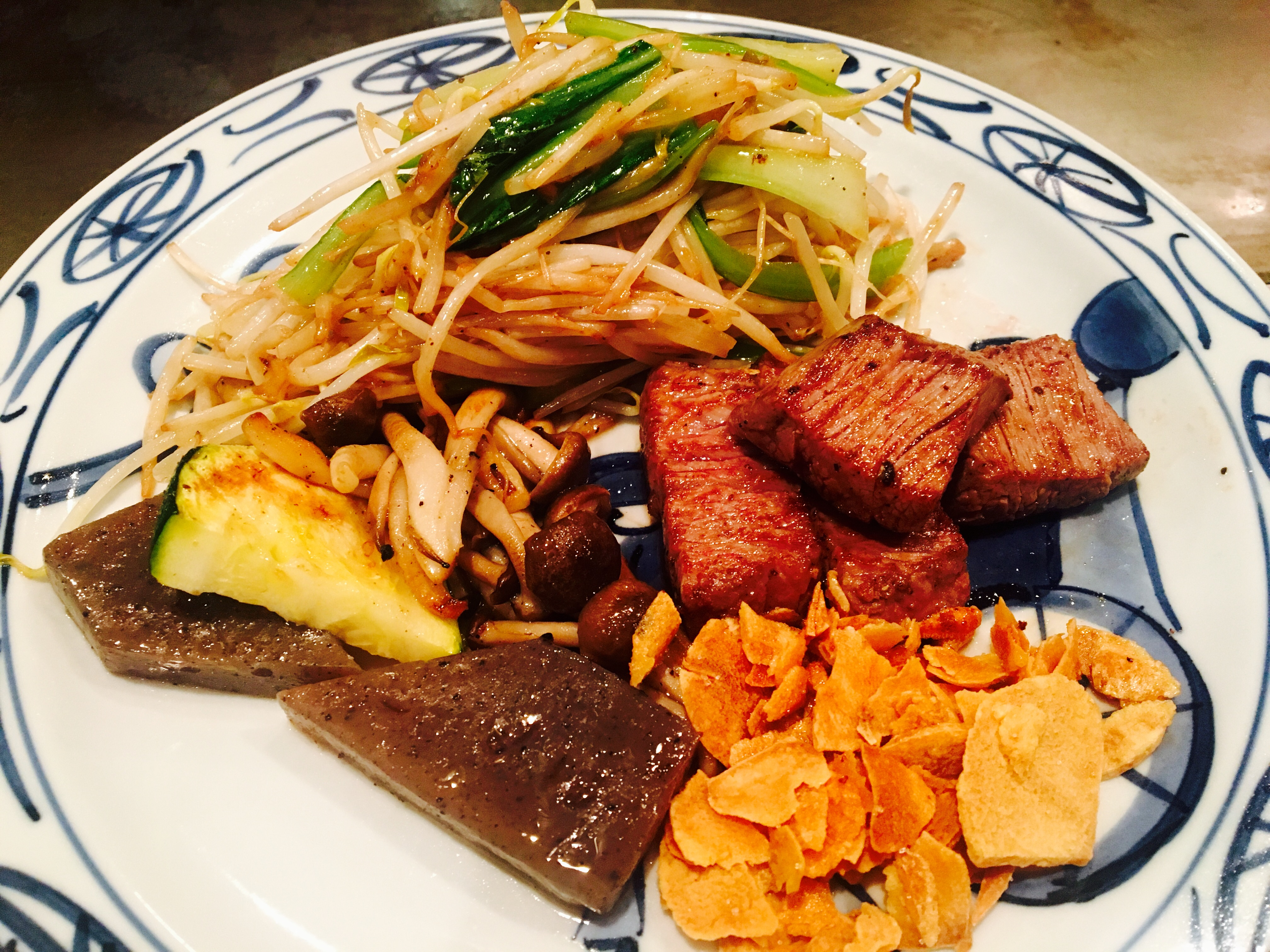
Страва з яловичини кобе, подана в стейкхаусі в Кобе

Яловичина Кобе також називається Кобе ніку (яп. 神戸肉, «м'ясо Кобе»), Кобе-гю (яп. 神戸牛) або Кобе-усі (яп. 神戸牛, «худоба Кобе») японською мовою.

## Історія

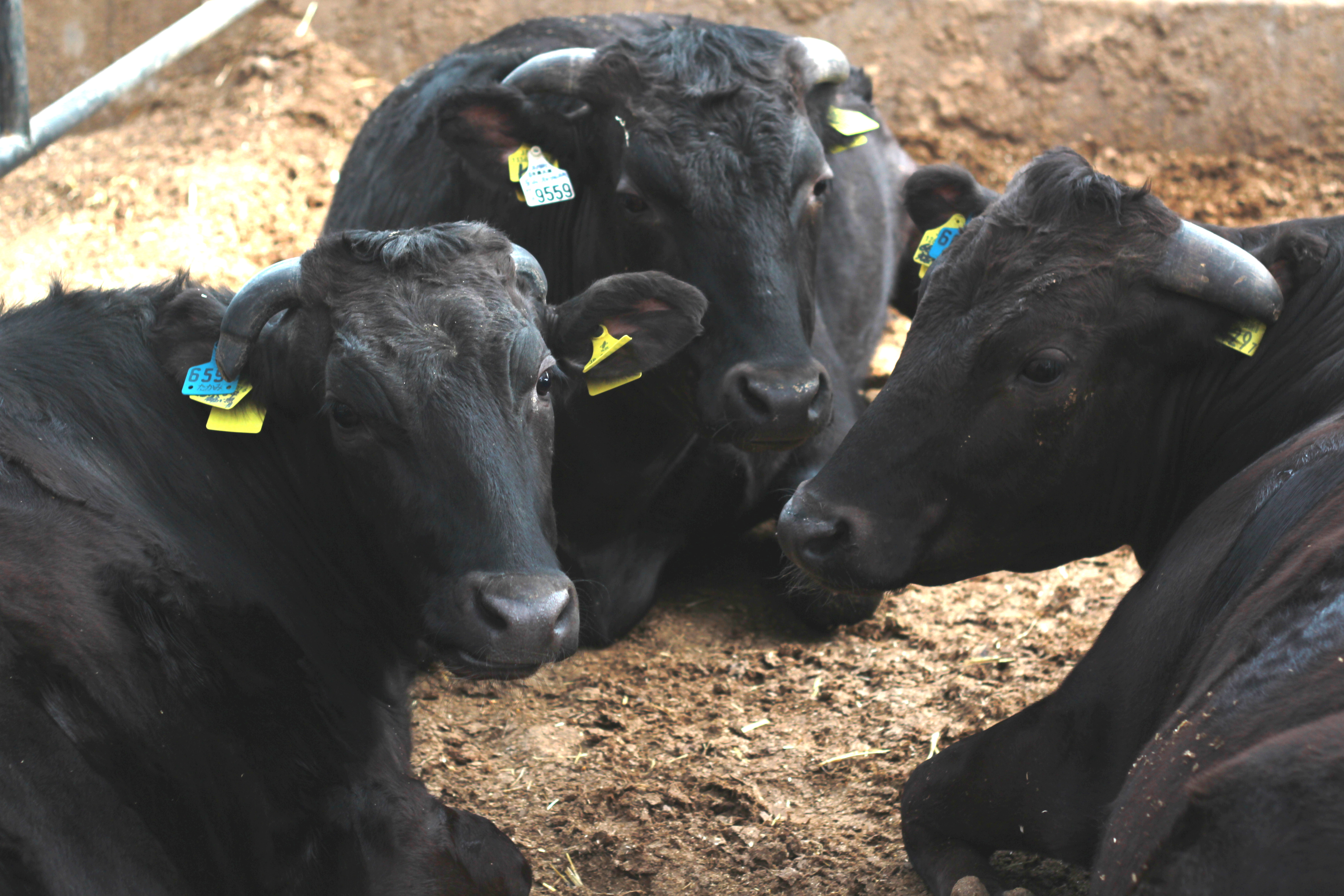
Тадзімська худоба на фермі в Хіого

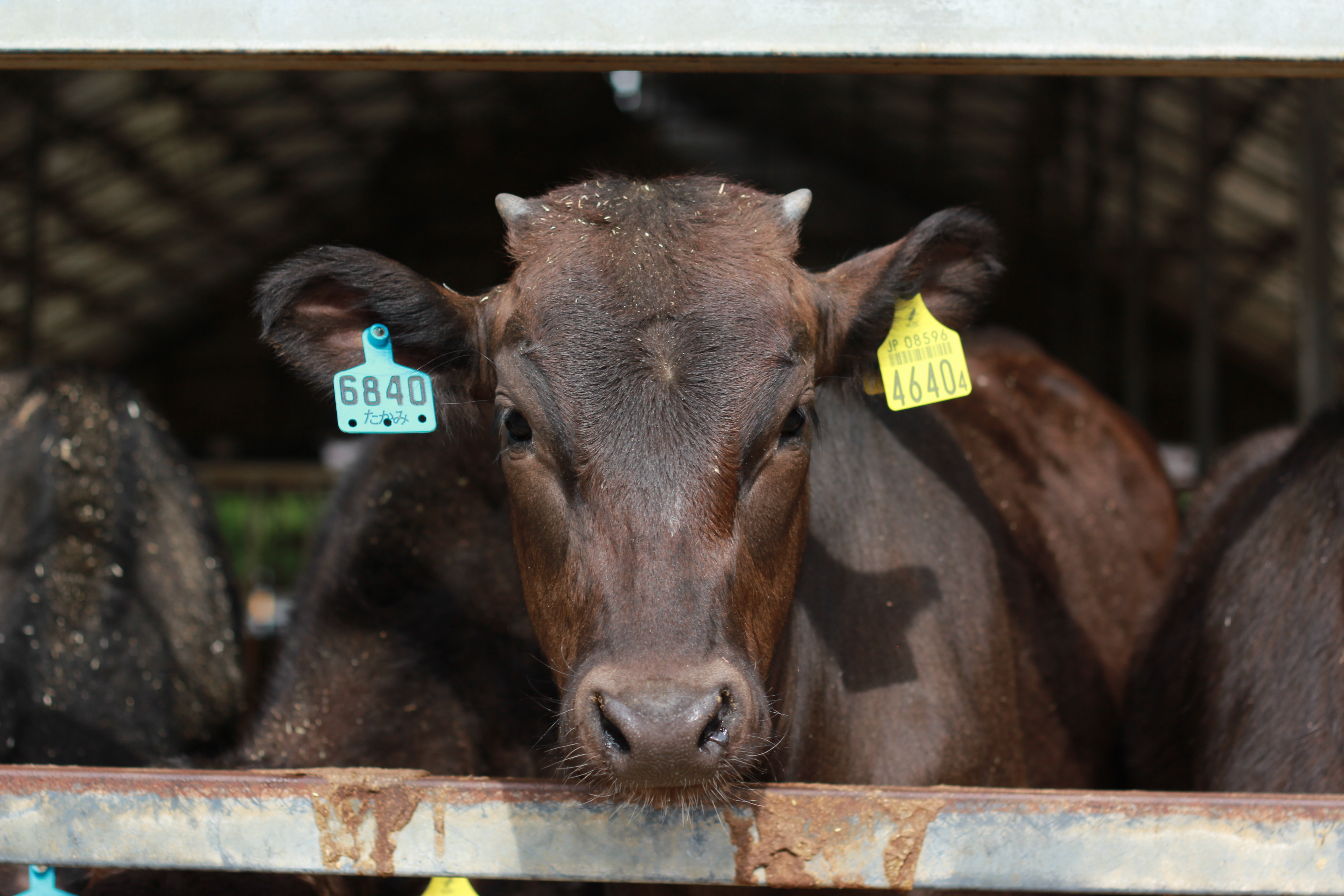
Тадзімська худоба на фермі в Хіого

Велика рогата худоба була привезена до Японії з Китаю тоді ж, коли й культивування рису, у II столітті нашої ери, у період Яйой:209. Потім, приблизно до часів реставрації Мейдзі 1868 року, худоба використовувалася тільки як робочі тварини в сільському господарстві, лісівництві, гірництві та як транспорт, а також як джерело добрива. Споживання молока було невідомо, а м'яса — за культурними та релігійними причинами — японці не їли.:2
Японія була ефективно ізольована від решти світу з 1635 по 1854 рік; можливості проникнення чужорідних генів у популяцію худоби протягом цього часу не існувало. Між 1868, роком реставрації Мейдзі, і 1887 роком, Японія імпортувала 2600 голів іноземної худоби, серед яких були браунфі, шортгорнська і девонська породи.:8 Між 1900 та 1910 роками відбувалося схрещування завезених корів з місцевими. З 1919 року різні гетерогенні регіональні популяції, що утворилися протягом короткого періоду міжпородного схрещування, були зареєстровані як «Improved Japanese Cattle». Було описано чотири окремі породи, кожна з яких засновувалася переважно на тому, яка іноземна порода найбільше вплинула на гібридні популяції. Породи були офіційно визнані 1944 року. Існує чотири породи вагю: японська чорна, японська коричнева, японська безрога та японський шортгорн.:8 Тадзіма є підпородою японської чорної, найбільш поширеної породи (близько 90 % з усіх порід).
Споживання яловичини лишалося низьким аж до кінця Другої світової війни. Яловичина Кобе набула популярності та розширила своє глобальне охоплення в 1980-ті та 1990-ті.
1983 року була утворена Асоціація просування маркетингу та дистрибуції яловичини Кобе для визначення та просування торгової марки Кобе. Вона розробляє стандарти для худоби, чиє м'ясо може називатися яловичиною Кобе.
2009 року, під час епідемії ящура в Японії, Міністерство сільського господарства США запровадило ембарго на всю японську яловичину для запобігання потрапляння хвороби в Сполучені Штати. Заборона була послаблена в серпні 2012 року. Незабаром після цього, яловичина Кобе була вперше завезена у Сполучені Штати.

## Виробництво

Префектура Хіого, де виробляють автентичну яловичину Кобе

У Японії яловичина Кобе є зареєстрованою торговою маркою Асоціації просування маркетингу та дистрибуції яловичини Кобе (яп. 神戸肉流通推進協議会, Kōbeniku Ryūtsū Suishin Kyōgikai). Вона має відповідати всім наступним умовам:
- Тадзімська худоба, народжена в префектурі Хіого
- Годування на фермі в префектурі Хіого
- Віл (кастрований бик)
- Забитий на скотобійнях у Кобе, Нісіномії, Санді, Какоґаві або Хімедзі в префектурі Хіого
- Мармуровість — 6 рівня чи вища[13]
- Рейтинг якості м'яса — 4 або 5,[13] ступінь виходу м'яса A чи B[6]
- Вага забитої тварини — 499,9 кг чи менша.[6]

Худобу годують зерновим фуражем та іноді масирують, аби сприяти формуванню мармурової структури м'яса. Температура плавлення жиру яловичини Кобе нижча, ніж у звичайного яловичого жиру.
Яловичина Кобе є дорогою, частково тому, що лише 3000 голів худоби щорічно підпадають під її стандарти. У Японії за десятизначним номером можна відстежити кожен крок життя будь-якої великої рогатої тварини, включно з худобою, яка дає яловичину Кобе.

## За межами Японії
Яловичина Кобе не експортувалася аж до 2012 року. Її перший експорт здійснено в січні 2012 року до Аоминя, потім — до Гонконга в липні 2012 року. Відтоді, яловичина також експортувалася до США, Сінгапуру, Таїланду, Великої Британії та одному канадському шефові.
Корови вагю завозяться з Японії в деякі країни, зокрема в Австралію, Канаду, Сполучене Королівство та Сполучені Штати, вирощуються та розводяться там чистокровно або міжпородно, схрещуючися, наприклад, з абердино-ангуською худобою. У деяких місцях м'ясо цієї худоби може рекламуватися під назвою «яловичина в стилі Кобе», хоча вона й не є справжньою яловичиною Кобе та не задовільняє вимоги сертифікації автентичного японського продукта. Через брак правового визнання торгової марки яловичини Кобе в Сполучених Штатах, там можливо продавати будь-яку яловичину під назвою «яловичина Кобе». Асоціація просування маркетингу та дистрибуції яловичини Кобе планувала видати брошури про яловичину Кобе різними іноземними мовами.
Американська «яловичина в стилі кобе» зазвичай темніша та має сильніший смак, ніж автентична. Можливо, таким чином вона більше покликана задовільняти західні смакові вподобання, за якими невиразний смак та висока жирність оригінальної яловичини Кобе може здаватися незвичною.